# České rekordy v atletice – muži
Seznam rekordů českých atletů podle atletických disciplín. V tabulce jsou zahrnuty i rekordy z doby Československa.
| Disciplína                    | Atlet                                                    | Výkon     | Datum rekordu                       | Místo rekordu                  |
| ----------------------------- | -------------------------------------------------------- | --------- | ----------------------------------- | ------------------------------ |
| Běh na 100 metrů              | Zdeněk Stromšík Jan Veleba Dominik Záleský               | 10,16     | 18. 7. 2018 26. 7. 2019 14. 8. 2021 | Tábor Brno Zlín ,              |
| Běh na 200 metrů              | Ondřej Macík                                             | 20,39     | 30. 7. 2023                         | Tábor                          |
| Běh na 400 metrů              | Pavel Maslák                                             | 44,79     | 9. 5. 2014                          | Dauhá                          |
| Běh na 800 metrů              | Jakub Dudycha                                            | 1:44,48   | 24. 6. 2025                         | Ostrava - nejmladší rekord     |
| Běh na 1500 metrů             | Jakub Holuša                                             | 3:32,49   | 20. 7. 2018                         | Monako                         |
| Běh na 1 míli                 | Jozef Plachý                                             | 3:52,59   | 3. 7. 1978                          | Stockholm                      |
| Běh na 3000 metrů             | Jan Pešava                                               | 7:46,72   | 27. 6. 1998                         | Petrohrad                      |
| Běh na 5000 metrů             | Jiří Sýkora                                              | 13:24,99  | 1. 8. 1980                          | Moskva                         |
| Běh na 10 000 metrů           | Jan Pešava                                               | 27:47,90  | 8. 6. 1998                          | Praha                          |
| Běh na 10 km                  | Damián Vích                                              | 28:21     | 12. 1. 2025                         | Valencia                       |
| Půlmaraton                    | Jan Pešava                                               | 1:01:31   | 4. 10. 1997                         | Košice                         |
| Maratonský běh                | Karel David                                              | 2:11:57   | 23. 5. 1993                         | Hamburk                        |
| Běh na 110 metrů překážek     | Petr Svoboda                                             | 13,27     | 14. 6. 2010                         | Praha                          |
| Běh na 400 metrů překážek     | Jiří Mužík                                               | 48,27     | 3. 8. 1997                          | Atény                          |
| Běh na 3000 metrů překážek    | Tomáš Habarta                                            | 8:21,83   | 10.6. 2024                          | Řím                            |
| Skok do výšky                 | Ján Zvara                                                | 236       | 23. 8. 1987                         | Praha                          |
| Skok do výšky                 | Jaroslav Bába                                            | 236       | 8. 7. 2005                          | Řím                            |
| Skok o tyči                   | Jan Kudlička                                             | 583       | 22. 6. 2016                         | Praha                          |
| Skok daleký                   | Radek Juška                                              | 831       | 27. 8. 2017                         | Tchaj-pej                      |
| Trojskok                      | Milan Mikuláš                                            | 17,53     | 17. 7. 1988                         | Praha                          |
| Vrh koulí                     | Tomáš Staněk                                             | 22,01     | 2. 6. 2017                          | Schönebeck                     |
| Hod diskem                    | Imrich Bugár                                             | 71,26     | 25. 5. 1985                         | San José                       |
| Hod kladivem                  | Vladimír Maška                                           | 81,28     | 25. 9. 1999                         | Pacov                          |
| Hod oštěpem                   | Jan Železný                                              | 98,48     | 25. 5. 1996                         | Jena – světový rekord          |
| Desetiboj                     | Roman Šebrle                                             | 9026 bodů | 26. 5. 2001                         | Götzis – bývalý světový rekord |
| Chůze na 20 km                | Jiří Malysa                                              | 1:19:18   | 17. 6. 2000                         | Eisenhüttenstadt               |
| Chůze na 50 km                | Miloš Holuša                                             | 3:49:08   | 14. 4. 1996                         | Fribourg                       |
| Běh na 4 × 100 metrů          | Zdeněk Stromšík Tomáš Němejc Eduard Kubelík Ondřej Macík | 38,58     | 28. 6. 2025                         | Madrid                         |
| Běh na 4 × 400 metrů          | Matěj Krsek Pavel Maslák Vít Müller Patrik Šorm          | 3:00,99   | 26. 8. 2023                         | Budapešť                       |
| Smíšená štafeta 4 × 400 metrů | Matěj Krsek Tereza Petržilková Patrik Šorm Lada Vondrová | 3:11,98   | 19. 8. 2023                         | Budapešť                       |